# Atletismo nos Jogos Pan-Americanos de 2023 - Revezamento 4x100 m feminino
A competição de revezamento 4x100 m feminino do atletismo nos Jogos Pan-Americanos de 2023 foi disputada em 2 de novembro no Parque Deportivo Estadio Nacional, em Santiago, no Chile. No total, competiram 47 atletas de 9 Comitês Olímpicos Nacionais (CON).

## Calendário
Horário local (UTC-4).
| Data          | Horário | Fase      |
| ------------- | ------- | --------- |
| 2 de novembro | 17:45   | Semifinal |
| 2 de novembro | 20:53   | Final     |

## Medalhistas
|  | CUB Cuba                                                                    |  | CHI Chile                                                |  | DOM República Dominicana                                                       |
|  | Laura Moreira Enis Pérez Yarima García Yunisleidy García Jocelyn Echazabal* |  | Anaís Hernández Martina Weil Isidora Jiménez María Montt |  | Liranyi Alonso Marileidy Paulino Martha Méndez Anabel Medina Darianny Jiménez* |

* Atletas que só participaram das eliminatórias da prova, mas também recebem medalhas.

## Recordes
Antes desta competição, os recordes mundiais e dos Jogos Pan-Americanos da prova eram os seguintes:
| Tipo                             | Atleta         | Tempo | Local   | Data                 |
| -------------------------------- | -------------- | ----- | ------- | -------------------- |
|                                  | Estados Unidos | 40.82 | Londres | 10 de agosto de 2012 |
| Recorde dos Jogos Pan-Americanos | Estados Unidos | 42.58 | Toronto | 25 de julho de 2015  |

## Resultados

### Semifinal
Qualificação: Os três primeiros em cada bateria (Q) e os próximos dois mais rápidos (q) se classificaram para a final.
Estes foram os resultados:
| Posição | Bateria | Nacionalidade            | Atletas                                                             | Tempo | Notas |
| ------- | ------- | ------------------------ | ------------------------------------------------------------------- | ----- | ----- |
| 1       | 2       | CUB Cuba                 | Laura Moreira, Enis Pérez, Yarima García, Jocelyn Echazabal         | 43.63 | Q     |
| 2       | 1       | ECU Equador              | Evelin Mercado, Nicole Caicedo, Aimara Nazareno, Nicol Chala        | 44.34 | Q     |
| 3       | 2       | CHI Chile                | Anaís Hernández, Martina Weil, Isidora Jiménez, María Montt         | 44.35 | Q     |
| 4       | 2       | COL Colômbia             | Laura Martínez, Lina Licona, Shary Vallecilla, Natalia Linares      | 44.67 | Q     |
| 5       | 2       | BRA Brasil               | Anny de Bassi, Gabriela Mourão, Letícia Nonato, Caroline de Melo    | 44.71 | q     |
| 6       | 1       | ARG Argentina            | Belén Fritzche, María Lamboglia, Melanie Rosález, María Woodward    | 44.72 | Q     |
| 7       | 1       | USA Estados Unidos       | Taylor Anderson, Kortnei Johnson, Shannon Ray, Kennedy Blackmon     | 44.83 | Q     |
| 8       | 1       | DOM República Dominicana | Liranyi Alonso, Anabel Medina, Martha Méndez, Darianny Jiménez      | 45.05 | q     |
| 9       | 1       | BOL Bolívia              | Lauren Mendoza, Guadalupe Tórrez, Alinny Delgadillo, Letícia Arispe | 45.85 |       |

### Final
Estes foram os resultados:
| Posição | Raia | Nacionalidade            | Atletas                                                                 | Tempo   | Notas                |
| ------- | ---- | ------------------------ | ----------------------------------------------------------------------- | ------- | -------------------- |
| 01 !    | 6    | CUB Cuba                 | Laura Moreira, Enis Pérez, Yarima García, Yunisleidy García             | 43.72   |                      |
| 02 !    | 7    | CHI Chile                | Anaís Hernández, Martina Weil, Isidora Jiménez, María Montt             | 44.19   | Recorde da temporada |
| 03 !    | 2    | DOM República Dominicana | Liranyi Alonso, Marileidy Paulino, Martha Méndez, Anabel Medina         | 44.32   |                      |
| 4       | 4    | ECU Equador              | Gabriela Suárez, Nicole Caicedo, Aimara Nazareno, Nicol Chala           | 44.64   |                      |
| 5       | 1    | BRA Brasil               | Anny de Bassi, Gabriela Mourão, Ana Caroline de Jesus, Caroline de Melo | 44.67   |                      |
| 6       | 8    | COL Colômbia             | Laura Martínez, Lina Licona, Shary Vallecilla, Natalia Linares          | 44.79   |                      |
| 7       | 3    | USA Estados Unidos       | Alaysha Johnson, Taylor Anderson, Shannon Ray, Kennedy Blackmon         | 1:01.30 |                      |
| –       | 5    | ARG Argentina            | Belén Fritzche, María Lamboglia, Melanie Rosález, María Woodward        | DNS     |                      |

Legenda
| Recorde mundial                  | Recorde mundial (World record)               |                       | Recorde africano                      | Recorde africano (African) |                                           | Q | Classificado por posição (Qualified) |
| Recorde dos Jogos Pan-Americanos | Recorde pan-americano (Pan-American record)  | Recorde da América    | Recorde da América (Americas)         | q                          | Classificado por melhor tempo (Qualified) |   |                                      |
| Melhor marca do ano              | Melhor marca do ano (World leading)          | Recorde asiático      | Recorde asiático (Asian)              | DNS                        | Não largou (Did not start)                |   |                                      |
| Recorde nacional                 | Recorde nacional (National record)           | Recorde europeu       | Recorde europeu (European)            | DNF                        | Não terminou (Did not finish)             |   |                                      |
| Recorde pessoal                  | Recorde pessoal do atleta (Personal best)    | Recorde da Oceania    | Recorde da Oceania (Oceania)          | DSQ / DQ                   | Desclassificado (Disqualified)            |   |                                      |
| Recorde da temporada             | Recorde da temporada do atleta (Season best) | Recorde sul-americano | Recorde sul-americano (South America) | NM                         | Sem marca (No mark)                       |   |                                      |